# Press Play (minialbum)
Press Play – drugi minialbum południowokoreańskiej grupy BtoB, wydany 12 września 2012 roku przez Cube Entertainment. Płytę promował utwór „WOW”. Sprzedał się w nakładzie 32 122 egzemplarzy w Korei Południowej (stan na marzec 2019).

## Tło i wydanie
4 września 2012 roku Cube Entertainment opublikowało na Twitterze grafikę i informację zapowiadającą nowe wydawnictwo, zawierającą datę premiery – 12 września, tytuł głównego singla – „WOW” oraz tytuł minialbumu – Press Play. 5 września na koncie YouTube zespołu ukazała się zapowiedź audio piosenki „WOW”. Dzień później Cube opublikowało promocyjne zdjęcia zespołu, a także pojedyncze ujęcia każdego z członków. 7 września ukazał się zwiastun teledysku do „WOW”. Minialbum i teledysk ukazały się 12 września.

## Lista utworów
| CD | CD                                                                     | CD                                                   | CD                                     | CD                                     | CD      |
| Nr | Tytuł utworu                                                           | Tekst                                                | Kompozycja                             | Aranżacja                              | Długość |
| -- | ---------------------------------------------------------------------- | ---------------------------------------------------- | -------------------------------------- | -------------------------------------- | ------- |
| 1. | „Press Play” (Feat. G.NA)                                              | Seo Yong-bae, Seo Jae-woo, G.NA                      | Seo Yong-bae, Seo Jae-woo              | Seo Yong-bae, Seo Jae-woo              | 3:20    |
| 2. | „WOW”                                                                  | Kim Do-hyun, Seo Yong-bae, Seo Jae-woo               | Kim Do-hyun, Seo Yong-bae, Seo Jae-woo | Kim Do-hyun, Seo Yong-bae, Seo Jae-woo | 3:38    |
| 3. | „Salangbakke Nan Molla” (kor. 사랑밖에 난 몰라, ang. I Only Know Love) | Kim Do-hyun, Seo Yong-bae, Seo Jae-woo, Jung Il-hoon | Kim Do-hyun, Seo Yong-bae, Seo Jae-woo | Kim Do-hyun, Seo Yong-bae, Seo Jae-woo | 3:30    |
| 4. | „U & I”                                                                | Hwang Sung-jin                                       | Lee Joo-hyung, Lim Sang-hyuk           | Lee Joo-hyung, Lim Sang-hyuk           | 3:22    |
| 5. | „Stand Up”                                                             | Gum                                                  | Choi Yong-chan                         | Choi Yong-chan                         | 3:41    |
| 6. | „My Girl”                                                              | Triple A                                             | Triple A                               | Triple A                               | 3:54    |

## Notowania
| Lista                    | Pozycja |
| ------------------------ | ------- |
| Gaon Weekly Album Chart  | 4       |
| Gaon Monthly Album Chart | 13      |